# Ceramica de Kamares

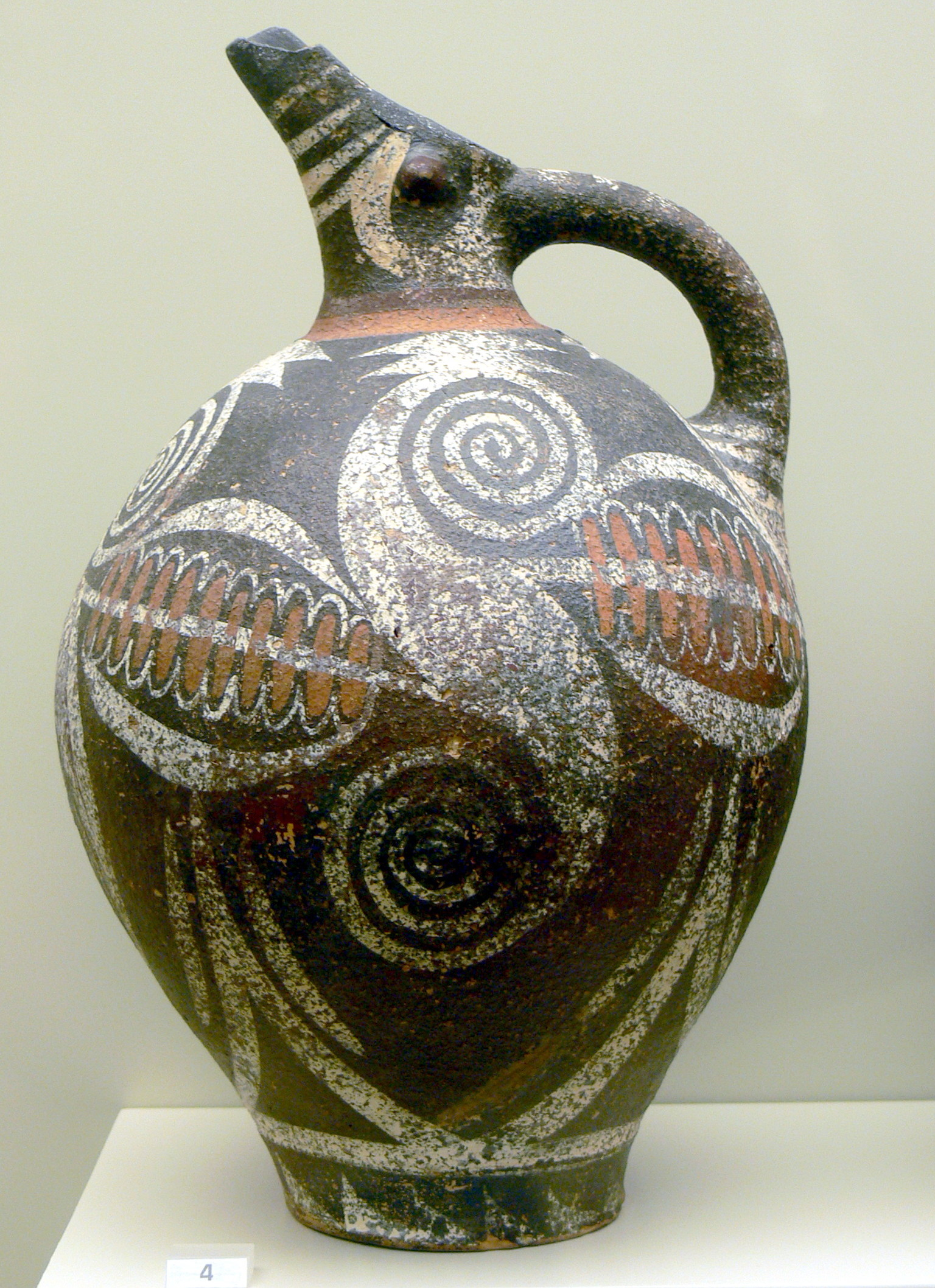
Recipient din ceramică

Ceramica de Kamares este un tip distinctiv de ceramică minoică produsă în Creta în perioada minoică, datând din MM IA (cca. 2100 î.Hr.). Până în perioada LM IA (cca. 1450), sau sfârșitul perioadei Primului Palat, aceste mărfuri își pierd distribuția și „vitalitatea”. În mod tradițional, acestea au fost văzute ca artefacte de prestigiu, posibil folosite ca veselă de elită.